# Ölands runinskrifter 29
Ölands runinskrifter 29 är ett försvunnet vikingatida runstensfragment som fanns på Gårdby kyrkogård, Gårdby socken och Mörbylånga kommun.

## Inskriften
Translitterering av runraden:
[... ...ina × suni × arnki... ...]
Normalisering till runsvenska:
... [s]ina suni, Arnke[l] ...
Översättning till nusvenska:
... sina söner, Arnkel ...